# Puertomingalvo (kommunhuvudort)
Puertomingalvo är en kommunhuvudort i Spanien.   Den ligger i provinsen Provincia de Teruel och regionen Aragonien, i den östra delen av landet, 280 km öster om huvudstaden Madrid. Puertomingalvo ligger 1 429 meter över havet och antalet invånare är 197.
Terrängen runt Puertomingalvo är kuperad. Runt Puertomingalvo är det mycket glesbefolkat, med 3 invånare per kvadratkilometer. Närmaste större samhälle är Mosqueruela, 10,8 km norr om Puertomingalvo. Trakten runt Puertomingalvo består i huvudsak av gräsmarker.